# Post Society
A Post Society a kanadai Voivod zenekar 2016-ban megjelent középlemeze. Ezen az albumon szerepel először Dominique Laroche basszusgitáros, aki 2014-ben csatlakozott az együtteshez. Az anyagra négy saját dal mellett a Hawkwind Silver Machine című dalának feldolgozása is felkerült.

## Az album dalai
| 1.    | Post Society                          | 6:17 |
| 2.    | Forever Mountain                      | 5:12 |
| 3.    | Fall                                  | 6:42 |
| 4.    | We Are Connected                      | 7:26 |
| 5.    | Silver Machine (Hawkwind-feldolgozás) | 4:48 |
| 30:25 |                                       |      |

## Zenekar
- Denis Belanger "Snake" – ének
- Michel Langevin "Away" – dobok
- Dan Mongrain "Chewy" – gitár
- Dominique Laroche "Rocky" – basszusgitár